# Sent Pèr de Bigòrra
Sent Pèr de Bigòrra (en francès Saint-Pé-de-Bigorre) és un municipi francès situat al departament dels Alts Pirineus i a la regió d'Occitània.

## Demografia
| 1962                                       | 1968  | 1975  | 1982  | 1990  | 1999  | 2007  |
| ------------------------------------------ | ----- | ----- | ----- | ----- | ----- | ----- |
| 1.482                                      | 1.541 | 1.569 | 1.425 | 1.296 | 1.257 | 1.297 |
| Des de 1962: població sense dobles comptes |       |       |       |       |       |       |

## Administració
| Període   | Identitat               | Partit        |
| --------- | ----------------------- | ------------- |
| 2001-2008 | Bruno Lepore            | UMP           |
| 2008-     | Jean-Claude Beaucoueste | Divers droite |